# Sarai Sanchez Castillo
Sarai Carolina Sanchez Castillo est une joueuse d'échecs vénézuélienne née le 28 juillet 1981 à Valencia, au Venezuela), maître international (MI) des échecs depuis 2010.

## Biographie et carrière

### Compétitions de jeunes
De 1998 à 2001, Sarai Sanchez Castillo joue représente le Venezuela lors du championnat du monde d'échecs de la jeunesse dans différentes catégories d'âge. Elle réalise son meilleur résultat en 1995 avec une 7e place dans la catégorie des filles de moins de 14 ans qui se déroule à Minas Gerais, au Brésil. Quatre ans plus tard, à Oropesa del Mar, en Espagne, elle termine 9ème dans la catégorie des filles de moins de 18 ans.
En 2001 à Cuzco, elle remporte le championnat panaméricain d'échecs féminin dans la catégorie des filles de moins de 20 ans. 

### Compétitions adultes
En 2007, à San Luis, Sarai Sanchez Castillo arrive en tête du championnat panaméricain d'échecs féminin mais perd un match supplémentaire contre Marisa Zuriel pour la qualification au championnat du monde. En 2008, elle participe au championnat du monde d'échecs féminin où elle s'incline au premier tour face à Pia Cramling. En 2009, à Cali, elle prend la troisième place lors du championnat panaméricain d'échecs féminin,.
En 2007, Sarai Sanchez Castillo reçoit le titre de Grand maître international féminin (GMF). Elle est la première Vénézuélienne, à recevoir le titre de Grand Maître International féminin. Trois ans plus tard, la FIDE lui décerne le titre de maître international (MI) mixte. Elle est également arbitre FIDE (2014) et organisatrice internationale (2017).

### Olympiades d'échecs féminines
Sarai Sanchez Castillo a représenté le Venezuela lors de dix olympiades d'échecs féminines de 2000 à 2018.
- en 2000, au premier échiquier lors de la 34e Olympiade d'échecs qui s'est déroulée à Istanbul, en Turquie (3 victoires (+3), 3 matchs nuls (= 3), 5 défaites (-5))[8],
- en 2002, au premier échiquier lors de la 35e Olympiade d'échecs qui s'est déroulée à Bled, en Slovénie (+5, = 1, -6)[8],
- en 2004, au premier échiquier lors de la 36e Olympiade d'échecs qui s'est déroulée à Calvià, en Espagne (+4, = 5, -4)[8],
- en 2006, au premier échiquier lors de la 37e Olympiade d'échecs qui s'est déroulée à Turin, en Italie (+8, = 2, -1)[8], et elle réalise la troisième meilleure  performance individuelle au premier échiquier,
- en 2008, au premier échiquier lors de la 38e Olympiade d'échecs qui s'est déroulée à Dresde, en Allemagne (+5, = 1, -4)[8],
- en 2010, au premier échiquier lors de la 39e Olympiade d'échecs qui s'est déroulée à Khanty-Mansiysk, en Russie (+4, = 1, -4)[8],
- en 2012, au premier échiquier lors de la 40e Olympiade d'échecs qui s'est déroulée à Istanbul, en Turquie (+5, = 2, -3)[8],
- en 2014, au premier échiquier lors de la 41e Olympiade d'échecs qui s'est déroulée à Tromso, en Norvège (+4, = 2, -4)[8].

Elle remporte une médaille de bronze pour sa performance individuelle en 2006. Son équipe se classe toutefois toujours au-delà de la 34e place.